# Ho amato un fuorilegge
Ho amato un fuorilegge (He Ran All the Way) è un film del 1951 diretto da John Berry e tratto da una romanzo dello scrittore Sam Ross.

## Trama
Un giovane sbandato, Nick Robey, dopo aver perso il proprio compare in un tentativo di rapina, ferisce un poliziotto durante il suo inseguimento e si rifugia in una piscina pubblica dove incontra una giovane, Peg Dobbs, che lo convince ad accompagnarla a casa sua.